# Girikikis
Girikikis is een bestuurslaag in het regentschap Wonogiri van de provincie Midden-Java, Indonesië. Girikikis telt 2363 inwoners (volkstelling 2010).